# وجيه الشيمي
الدكتور وجيه عبد القادر الشيمي أستاذ الشريعة الإسلامية بكلية دار العلوم (فرع الفيوم) وداعية إسلامي وأمين حزب النور بمركزيْ ابشواى ويوسف الصديق بمحافظة الفيوم، وهو كفيف البصر.
حصل على المقعد الفردي للدائرة الثانية بالفيوم بانتخابات مجلس الشعب في ديسمبر 2011. ويأمل أهل المنطقة من خلاله أن يوصلوا مشكلاتهم -المتعلقة في مجملها بضعف البنية التحتية - إلى الحكومة المصرية كي يوجدوا لها الحلول. من تصريحاته: «أهم شيء أن نشخص الداء، وبعد ذلك نضع له الدواء، وأكبر داء في كل المشكلات على مستوى الدائرة والمحافظة والدولة هو عدم اختيار الرجل المناسب للمكان المناسب»
كان ضمن قائمة حزب النور في الانتخابات البرلمانية 2015 لكن لم يكتب لها النجاح.

## مجلس الشيوخ 2020
اختار حزب النور الدكتور وجيه الشيمي، عضو مجلس الشعب السابق، وعضو الجمعية التأسيسية لوضع 2012م - للترشح في انتخابات مجلس الشيوخ على أحد المقاعد الفردية بمحافظة الفيوم.